# 防衛庁副長官
防衛庁副長官（ぼうえいちょうふくちょうかん）は、防衛庁を担当していた副長官。定数は1名。

## 概説
2001年1月6日、中央省庁再編により各府省に副大臣が新設された。中央省庁再編にともない、防衛庁は内閣府の外局とされたが、大臣庁であったため副大臣と同等の副長官が設置された。なお、中央省庁再編後、大臣庁は防衛庁だけとなった。そのため、内閣官房などにも副長官と呼称される官職は存在するが、副大臣と同等の職として大臣庁に置かれた副長官は、防衛庁副長官のみであった。また、認証官の一つであり、その任免にあたっては天皇からの認証を必要とした。2007年1月9日、防衛庁が防衛省に改組されたため、防衛庁副長官は廃止され、防衛副大臣が新設された。

## 歴代副長官
| 防衛庁副長官  | 防衛庁副長官                | 防衛庁副長官 | 防衛庁副長官   | 防衛庁副長官   | 防衛庁副長官 |
| 内閣          | 内閣                        | 氏名         | 就任日         | 退任日         | 党派         |
| ------------- | --------------------------- | ------------ | -------------- | -------------- | ------------ |
| 第2次森内閣   | 改造内閣 （中央省庁再編後） | 石破茂       | 2001年1月6日   | 2001年4月26日  | 自由民主党   |
| 第1次小泉内閣 | 第1次小泉内閣               | 萩山教嚴     | 2001年5月1日   | 2002年9月30日  | 自由民主党   |
|               | 第1次改造内閣               | 赤城徳彦     | 2002年10月2日  | 2003年9月22日  | 自由民主党   |
|               | 第2次改造内閣               | 浜田靖一     | 2003年9月25日  | 2003年11月19日 | 自由民主党   |
| 第2次小泉内閣 | 第2次小泉内閣               | 浜田靖一     | 2003年11月20日 | 2004年9月27日  | 自由民主党   |
|               | 改造内閣                    | 今津寛       | 2004年9月29日  | 2005年9月21日  | 自由民主党   |
| 第3次小泉内閣 | 第3次小泉内閣               | 今津寛       | 2005年9月22日  | 2005年10月31日 | 自由民主党   |
|               | 改造内閣                    | 木村太郎     | 2005年11月2日  | 2006年9月26日  | 自由民主党   |
| 第1次安倍内閣 | 第1次安倍内閣               | 木村隆秀     | 2006年9月27日  | 2007年1月8日   | 自由民主党   |

- 副大臣は同一の職に複数名を任命することがあるため、通常は代数の表記は行わない。副大臣と同等の副長官も同様である。防衛庁副長官は定数1名で運用されていたが、他の副大臣の慣例にあわせ、本表では代数の欄は設けない。